# Michael Hendricks
Pour les articles homonymes, voir Hendricks.
Michael Lawrence Hendricks est un psychologue américain, suicidologue et défenseur de la communauté LGBT. Il travaille en cabinet privé comme associé au Washington Psychological Center, P.C., dans le nord-ouest de Washington, D.C., depuis 1999. Hendricks est professeur adjoint de psychopharmacologie clinique et a enseigné à l'université Argosy, à l'université Howard et à l'université catholique d'Amérique. Il est membre de l'Association américaine de psychologie (AAP).

## Jeunesse et éducation
Hendricks a été élevé dans une petite ville conservatrice de l'ouest du Michigan. Il a fait remarquer qu'il a passé une grande partie de sa jeunesse dans un état de "quasi honte" et dans une "existence furtive" en raison de son homosexualité. Hendricks a fréquenté l'université d'État du Michigan en tant qu'étudiant en médecine avant de passer de la médecine à un diplôme de psychologie sociale. Il a découvert par la suite que si la majorité des chercheurs en sciences sociales travaillaient en milieu universitaire, il préférait le travail clinique selon le modèle de Boulder. Il a réalisé un mémoire de maîtrise sur le VIH. Hendricks a obtenu un doctorat en psychologie clinique à l'université américaine. Sa thèse, publiée en 1993, s'intitule "The occurrence of suicidal ideation over the course of HIV infection in gay men" : Une étude transversale". Son conseiller doctoral était Alan Berman.

## Carrière
Au début de sa carrière, au début des années 1990, la crise du VIH/sida a incité Hendricks à s'attaquer aux problèmes des LGBT. Il est clinicien et chercheur et a étudié la dépression, le suicide, la toxicomanie, les comportements compulsifs, le VIH et les questions liées à la diversité des sexes à l'Institut national du cancer américaine, au Georgetown University Medical Center et à l'Université du Commonwealth de Virginie. Depuis 1999, il travaille en tant qu'associé au Centre psychologique de Washington, P.C. Il a travaillé dans divers établissements, notamment au Centre hospitalier de Spring Grove et à Whitman-Walker Health. Il a été psychologue en chef au centre de traitement à la méthadone d'Umoja et a été chef des services de santé mentale en consultation externe au centre de Washington, D.C. Il est certifié en psychologie clinique par l'American Board of Professional Psychology.
Hendricks est membre de l'Association américaine de psychologie (AAP), la Société de psychologie de l'orientation sexuelle et de la diversité des genres, la Société de psychologie clinique et la Société pour l'étude psychologique des questions sociales. Il a présidé le comité de recherche du comité de planification communautaire sur le VIH de Virginie pendant onze ans. Hendricks est un représentant du Conseil de l'APA et ancien président de la Division 44, qui est la société de l'AAP pour la psychologie de l'orientation sexuelle et de la diversité des genres. Il a occupé des postes de professeur adjoint à l'université Argosy, à l'université Howard et à l'université catholique d'Amérique, où il a enseigné la psychopharmacologie clinique au niveau des études supérieures. Il est l'auteur principal, avec le co-auteur Rylan Testa, de l'article fondateur qui a appliqué le modèle de stress minoritaire d'Ilan Meyer aux personnes transgenres, publié en 2012. Il a reçu une citation présidentielle de l'AAP.
Hendricks est membre et prestataire de soins certifié de l'Association professionnelle mondiale pour la santé des transsexuels, de l'American Psychology-Law Society et de l'Association américaine de suicidologie.

## Vie personnelle
Hendricks avait un style de vie "furtif" en tant qu'homosexuel alors qu'il vivait dans une petite ville du Michigan. Il est actuellement "très en dehors".

## Publications
- Hendricks, Michael L.; Testa, Rylan J. (2012). "A conceptual framework for clinical work with transgender and gender nonconforming clients: An adaptation of the Minority Stress Model". Professional Psychology: Research and Practice. 43 (5): 460–467. DOI 10.1037/a0029597
- (coll.) (2012). "Effects of violence on transgender people". Professional Psychology: Research and Practice. 43 (5): 452–459. DOI 10.1037/a0029604
- (coll.) "The relationship between gender-based victimization and suicide attempts in transgender people". Professional Psychology: Research and Practice. 43 (5): 468–475. DOI 10.1037/a0029605